# Bill Johnson (schrijver)
Bill Johnson (South Dakota, 1956) is een Amerikaans sciencefictionschrijver. 
In 1975 nam Johnson deel aan de Clarion Workshop voor aspirant SF-schrijvers. Zijn 'novellette' We Will Drink a Fish Together... won de Hugo Award in 1998. 
Johnson heeft twee boeken uitgebracht:
- Dakota Dreamin (1999 – een verhalenbundel)
- The Combat Poets of Maya (2004)